# Santdas Khushiram Kirpalani
Santdas Khushiram Kirpalani fue un diplomático indio.
- De 1922 a 1926 fue miembro del Gray's Inn y colector de impuestos adjunto en el Punyab
- De 1926 a 1929 fue Comisionado Adjunto en Bissar en el Distrito de Karauli.
- De 1929 a 1931 fue Secretario del Comisionado financiera.
- En 1932 fue Secretario de Ingresos del gobierno del Punjab.
- De 1932 a 1933 fue Comisionado Adjunto en Jhelum.
- De 1933 a 1937 fue oficial de Liquidación en Lyallpur (Faisalabad).
- De 1937 a 1941 fue Secretario del departamento de Electricidad y Industrias del Gobierno del Punjab.
- En enero de 1943 incorporó a la Compañía de la Orden del Imperio de la India y el Indian Civil Service.
- De 1941 a 1943 fue Secretario de enlace en el Departamento de Suministros del gobierno de India en Calcuta y Nueva Delhi.
- De 1944 a 1947 fue Comisionado del Gobierno de la India en Nueva York.
- El 6 de septiembre de 1947 fue designado Secretario del Ministerio de Socorro y Rehabilitación del gobierno de la India.
- De septiembre de 1948 a julio de 1949 fue Comisionado de Comercio adjunto en Pakistán y Cónsul General San Francisco (California).
- De 14 de agosto de 1949 a marzo de 1951 fue Alto Comisionado en Ottawa
- De 1958 a 1959 fue Alto Comisionado en India francesa[1]